# Leonid Bykov
Pour les articles homonymes, voir Bykov.
Leonid Fedorovytch Bykov, né le 12 décembre 1928 à Tcherkaske dans la région de Donetsk et mort le 11 avril 1979 à Kiev, est un acteur et réalisateur soviétique ukrainien.

## Biographie
Leonid Bykov est né le 12 décembre 1928 à Znamensk dans la région de Donetsk. Il rêve d'entrer dans une école d'aviation. En 1943, pendant la guerre, sa famille est évacuée. Il tente sans succès de s'engager dans l'armée.
Pendant un mois en 1945, il suit à Leningrad les cours dans une école spéciale d’aviateurs. Il en est exclu à cause de sa petite taille. Il échouera aussi à l'examen d'entrée à l'école des acteurs à Kyiv. Mais il entre avec succès dans un institut local de théâtre.
Après ses études en 1951, il intègre la troupe du théâtre T. Chevtchenko de Kharkiv. En 1952, il joue son premier rôle au cinéma dans Судьба Марины (Le destin de Maryna). En 1954, les réalisateurs Aleksandr Ivanovsky et Nadeszda Kocheveroba lui proposent un grand rôle, celui de Petya Mokin, dans le film Укротительница тигров (Une dompteuse de tigres). Le grand succès du film lui apporte notoriété et reconnaissance.
Presque au même moment, il joue dans un autre film où il tient le rôle principal. Il s'agit du film d'Anatoliy Granik Максим Перепелица (Maxime Perepelytsia). La réussite de ce film, malgré une distribution très médiocre, lui ouvre les portes du grand cinématographe et lui gagne l'amour des spectateurs.
Bykov tourne activement au cinéma. En acceptant les nouvelles propositions, il tâche de choisir des genres différents de films. C'est ainsi qu'il joue dans des longs métrages tels que : Чужая родня (Une famille étrangère), Дорогой мой человек (Ma chère personne), Добровольцы (Les volontaires), Ссoра в Лукашах (La querelle à Loukashy), Майские звезды (Les étoiles de mai).
Une proposition qu'Alexeï Batalov lui fait en 1958, s'avère inattendue pour Bykov. Le metteur en scène commence l'adaptation à l'écran de Шинель (Le Manteau) de Nicolas Gogol et propose le rôle principal à Bykov. Il est enthousiaste et fou de joie de la confiance qu'on lui a accordée. Il se précipite à la direction du théâtre de Kharkiv avec en tête d'obtenir la permission d'aller à Moscou pour jouer dans ce film. Mais les dirigeants refroidissent son ardeur.
Sur ces entrefaites, en 1959, Bykov reçoit encore une proposition inopinée des réalisateurs Semen Toumanov et Gueorguiy Chtchukine. Ils ont décidé de filmer Алёшкина любовь (L'amour d'Alyosha) et lui donnent le rôle principal. Le film sort sur les écrans en 1961. Bykov prend une des toutes premières places parmi les stars soviétiques de cette époque. Quand le film est à l'affiche, Bykov n'est plus à Kharkiv. Ayant rompu définitivement avec le théâtre, il part avec son épouse et ses deux enfants à Leningrad. La cause de ce déménagement est que la maison de production Lenfilm (Ленфильм) lui a proposé de venir s’essayer comme réalisateur. En 1963, il tourne la comédie Зайчик (Un petit lièvre), où il joue le rôle principal. Ce film n'a pas été mal accueilli par le public, mais les critiques l’ont tous éreinté. Assurément, Bykov est très déçu et désespéré d’avoir fait un film médiocre et dans l'entretien qu'il a avec le réalisateur Alexey Simonov il déclare : « Tout le cinématographe soviétique moyen se fonde sur moi ».
En 1965, on attribue à Bykov le titre d'artiste émérite de l'Union soviétique. Un an après, avec sa famille, il quitte Leningrad et déménage à Kyiv. On trouve la cause de son déménagement dans les lettres de Bykov adressées à l'un de ses amis de théâtre : « Je ne joue pas depuis presque un an. Je ne veux pas. J'ai refusé neuf scénarios. Je ne veux pas participer à des choses fausses et anti-artistiques. Bien sûr, que je ne pourrai plus tenir, il faudra que je réalise le plan de la maison de production. On pense plus souvent qu'il faut rentrer à la maison. Mais au théâtre, apparemment, c'est la même chose. En quoi consiste le sens de vie ? Comment faut-il faire pour vivre au niveau ? Peut-être, c'est notre travail maudit ? ».
Il est évident que changer d'entourage comme de changer d'air est nécessaire pour lui et il espère vraiment que les murs de son pays natal l'aideront à trouver le second souffle en tant que créateur. Malheureusement, il se trompe. Pendant la période de 1966 à 1971 Bykov ne joue pas du tout.
Le rêve ancien de Bykov était de mettre en scène un film évoquant l'héroïsme des aviateurs soviétiques pendant la Seconde Guerre mondiale. En 1972, le réalisateur commence à tourner В бой идут одни старики (Seuls les anciens vont au combat). Le film sort sur les écrans au début de 1974 et a un énorme succès public. Il obtient un prix honorable au festival de Bakou. Après ce film Bykov reçoit le titre d'Artiste populaire de la République soviétique socialiste de l'Ukraine.
En 1975, il commence le tournage du film Аты-баты, шли солдаты. Le thème est de nouveau la guerre. Ce fut le grand triomphe du réalisateur et de l'acteur Leonid Bykov. La même année, il reçoit le Prix d'État de la République soviétique socialiste de l'Ukraine.
Au début de 1979, Bykov écrit subitement son testament où il demande de prendre soin de sa famille, de vendre sa voiture, etc. Peu de temps après l'écriture du testament, près de Kyiv, le 11 avril 1979, en rentrant de sa maison de campagne au volant de sa voiture, alors qu'il dépasse un tracteur, il trouve la mort en heurtant un gros camion. Il a 50 ans.
En 1981, Leonid Ossyka tourne un documentaire avec la participation des amis du défunt ...Que tout le monde aimait (ru) qui sort en octobre 1982 [réf. nécessaire]

## Distinctions
- 1958 : Artiste émérite de la RSS d'Ukraine
- 29 juin 1965 : Artiste émérite de la RSFSR
- 4 novembre 1967 : Ordre de l'Insigne d'honneur
- 5 août 1974 : Artiste du Peuple de la RSS d'Ukraine
- 1977 : Prix national Taras Chevtchenko
- 30 mai 1978 : Ordre de la révolution d'Octobre

## Filmographie
- 1954 : Dompteuse de tigres (Укротительница тигров, Ukrotitelnitsa tigrov) de Nadejda Kocheverova et Aleksandr Ivanovski : Petia Mokine
- 1962 : Aux sept vents (На семи ветрах) de Stanislav Rostotski : Garkoucha
- 1961 : L'Amour d'Aliocha de Semyon Toumanov
- 1961 : Peu importe comment la corde se tord... (en russe : Как верёвочка ни вьётся…)
- 1964 : Zaïtchik
- 1966 : Dans la ville de S (В городе С) de Iossif Kheifitz : charretier
- 1971 : Où êtes-vous, chevaliers ? réalisateur[2](Где вы, рыцари?)
- 1974 : Seuls les vieux vont au combat[3] (réalisation et rôle principal)
- 1976 : Un, deux... les soldats marchaient... (réalisation et rôle principal)